# Wincenty Lilius
Wincenty Lilius, też Vincenzo (Gigli) Lilius (ur. 2. poł XVI w. prawdop. w Rzymie, zm. ok. 1639 lub 1640 prawdop. w Warszawie)  – muzyk i kompozytor pochodzenia włoskiego działający w Polsce w okresie baroku.

## Życiorys
Określał siebie jako Romanus, ale jego rzymski rodowód pozostał nieznany . Był ojcem polskiego kompozytora Franciszka Liliusa  . Z końcem XVI wieku był członkiem kapeli arcyksięcia z Grazu, skąd przybył przed 1604 na dwór króla Zygmunta III Wazy i dołączył do kapeli dworskiej w Krakowie, później w Warszawie  . Ostatnia wzmianka o Lilusie w rachunkach dworu pochodzi z 1639, w 1641 wymieniany jest w aktach jako zmarły . Dwie jego córki, Katarzyna i Konstancja, wyszły za mąż za mieszczan krakowskich .

## Twórczość
W 1604 wydał w Krakowie, w drukarni B. Skalskiego Melodiae sacrae, zbiór 20 motetów na od 5 do 8 głosów oraz na 12 głosów, autorstwa muzyków kapeli królewskiej. Z tego wydawnictwa zachowały się tylko 3 księgi głosowe, w tym jedyny znany utwór Wincentego Liliusa – 12-głosowy motet Congratulamini mihi omnes  . Jest to dziś najbardziej miarodajny zabytek dokumentujący maestrię zespołu królewskiego .